# Crkva sv. Petra u Nerežišćima
Crkva sv. Petra nalazi se u Nerežišćima na Braču. Crkva je poznata turistička atrakcija zbog stabla crnog bora koji raste na krovu apside crkve.

## Opis
Crkva sv. Petra, sagrađena 1413., je jednobrodna gotička građevina s polukružnom apsidom. Građena je pravilnim redovima priklesanog kamena i pokrivena krovom od kamenih ploča. Na pročelju su vrata s jednostavnim kamenim okvirom i dvostrukim nadvojem s gotičkom lunetom. Na nadvoju je reljefni križ upisan u medaljon. Sa strana vrata su manji kvadratni prozori. Sred zabata se ističe gotički zvonik na preslicu s vijencima romaničkog profila. Unutrašnjost je presvođena prelomljenim gotičkim svodom, a sačuvana je zidana oltarna pregrada. Na oltaru je renesansni reljef Krunjenja Bogorodice sa sv. Petrom i sv. Pavlom, rad bračkog kipara Nikole Lazanića iz 1578. godine.

## Stablo bora na krovu
Na krovu apside se nalazi stablo crnog bora (Pinus Nigra), visoko oko 170 cm. Stablo je, nakon Zlatnog rata, jedan od najfotografiranijih motiva na otoku Braču,  nakon Zlatnog rata, kao i jedan od najčešćih motiva na razglednicama Nerežišća.
Smatra se da je borić niknuo krajem 19. stoljeća.
Godine 1969. je proglašen spomenikom prirode, kao rijedak primjerak drveća.

## Zaštita
Pod oznakom Z-4453 zavedena je kao nepokretno kulturno dobro - pojedinačno, pravna statusa zaštićena kulturnog dobra, klasificirano kao "sakralna graditeljska baština".

## Vanjske poveznice
|  | Zajednički poslužitelj ima još gradiva o temi Crkva sv. Petra u Nerežišćima |